# Argentyna na Letnich Igrzyskach Olimpijskich 1928
Argentynę na IX Letnich Igrzyskach Olimpijskich w Amsterdamie reprezentowało 81 sportowców w 12 dyscyplinach. Był to 5 start Argentyńczyków na letnich igrzyskach olimpijskich.

## Zdobyte medale
| Medal  | Zawodnik | Dyscyplina sportowa | Konkurencja                    |
| ------ | --- | ------------------- | ------------------------------ |
| Złoto  | Víctor Avendaño | Boks                | waga półciężka                 |
| Złoto  | Arturo Rodríguez | Boks                | waga ciężka                    |
| Złoto  | Alberto Zorrilla | Pływanie            | 400 m stylem dowolnym mężczyzn |
| Srebro | Víctor Peralta | Boks                | waga piórkowa                  |
| Srebro | Raúl Landini | Boks                | waga półśrednia                |
| Srebro | Ángel Bosio Fernando Paternoster Ludovico Bidoglio Juan Evaristo Luis Felipe Monti Ángel Segundo Médici Raimundo Orsi Enrique Gainzarain Manuel Ferreira Domingo Tarasconi Alfredo Carricaberry Feliciano Perducca Octavio Díaz Roberto Cherro Rodolfo Orlandini Saúl Calandra | Piłka nożna         | turniej mężczyzn               |
| Brąz   | Roberto Larraz Raúl Anganuzzi Luis Lucchetti Héctor Lucchetti Carmelo Camet | Szermierka          | floret mężczyźni               |